# Cyrtonyx
Cyrtonyx is een geslacht van vogels uit de familie Odontophoridae.

## Soorten
Het geslacht bestaat uit de volgende twee soorten:
- Cyrtonyx montezumae – Montezumabergkwartel
- Cyrtonyx ocellatus – Gevlekte bergkwartel